# Pere de Courtenay
|  | Per a altres significats, vegeu «Pere II de Courtenay». |

Pierre de Courtenay adopta les armes de son épouse: d'or à trois tourteaux de gueules

Pere de Courtenay (~1126 - 10 de març de 1180 /10 d'abril de 1183) fou senyor de Courtenay, Montargis, Champignelles Châteaurenard, Tanlay, Charny i Chantecoq. Fou el sisè fill de Lluís VI de França (1081-1137), rei de França i d'Adelaida de Savoia i, per tant, part del llinatge dels Capets de Courtenay.
El seu pare li va donar la dignitat d'abat laic de la col·legiata de Mantes.
El 1147 va acompanyar al seu germans Lluís VII de França i Robert I de Dreux en la segona croada, participant en totes les batalles en les quals la de Laodicea i del setge de Damasc. Entre els croats, va haver també Renaud de Courtenay, el pare de la seva futura esposa.
Mentre els seus germans Enric i Robert es van rebel·lar contra l'autoritat del rei, el seu germà Lluís VII, era l'únic que romandrà fidel a 1149-50.
Va prendre la creu de nou en 1179 amb el comte Enric I de Xampanya i Felip de Dreux, bisbe de Beauvais, el seu nebot, i se'n va anar a Terra Santa.
Va morir entre 1180 i 1183.
Abans de 1150, es va casar amb Isabel de Courtenay (morta el 1205), filla de Renaud de Courtenay i Eustachie (filla de Balduí de Corbeil), es converteix en senyora de Courtenay, amb qui va tenir tres fills:
- Pere II de Courtenay (~1155 - 1219), que es va convertir en emperador llatí
- Una filla, nascuda al voltant de 1158 i es va casar amb Eudes de la Marche
- Alícia de Courtenay (1160 - 1218), es va casar amb Guillem de Joigny, després Aimar Tallaferro, comte d'Angulema
- Eustàquia (morta després de 1235), es va casar successivament Guillem de Brienne, senyor de Pacy-sur-Armançon, després de Guillem I d'Acaia, el príncep d'Acaia i el comte Guillem I de Sancerre.
- Clemència casada amb Gui VI, vescomte de Thiers.
- Robert I de Courtenay[4] (~1168 - 1239), Senyor de Champignelles-en-Puisaye i Châteaurenard gran Bouteiller de França el 1223. Tenia diversos fills, entre ells Joan i Guillem, Arquebisbe de Reims
- Felip
- Isabel, muller de Aymon Charost
- Constança es va casar Gasce Poissy, a continuació, Guillem de Breteuil.
- Guillem (~1172 - 1233/1248), senyor de Tanlay.